# Caldelas (Tuy)
Caldelas de Tuy (Caldelas de Tui) o  San Martín de Caldelas de Tuy (San Martiño de Caldelas de Tui) es una parroquia del municipio de Tuy (Pontevedra) situada a orillas del río Miño y del Caselas, afluente éste del primero.  
Caldelas cuenta con dos iglesias; la más cercana al río es la de mayor tamaño y la más antigua. 
Características de Caldelas son sus aguas termales, que dan nombre al lugar y cuyo aprovechamiento llevó a la fundación de un balneario.

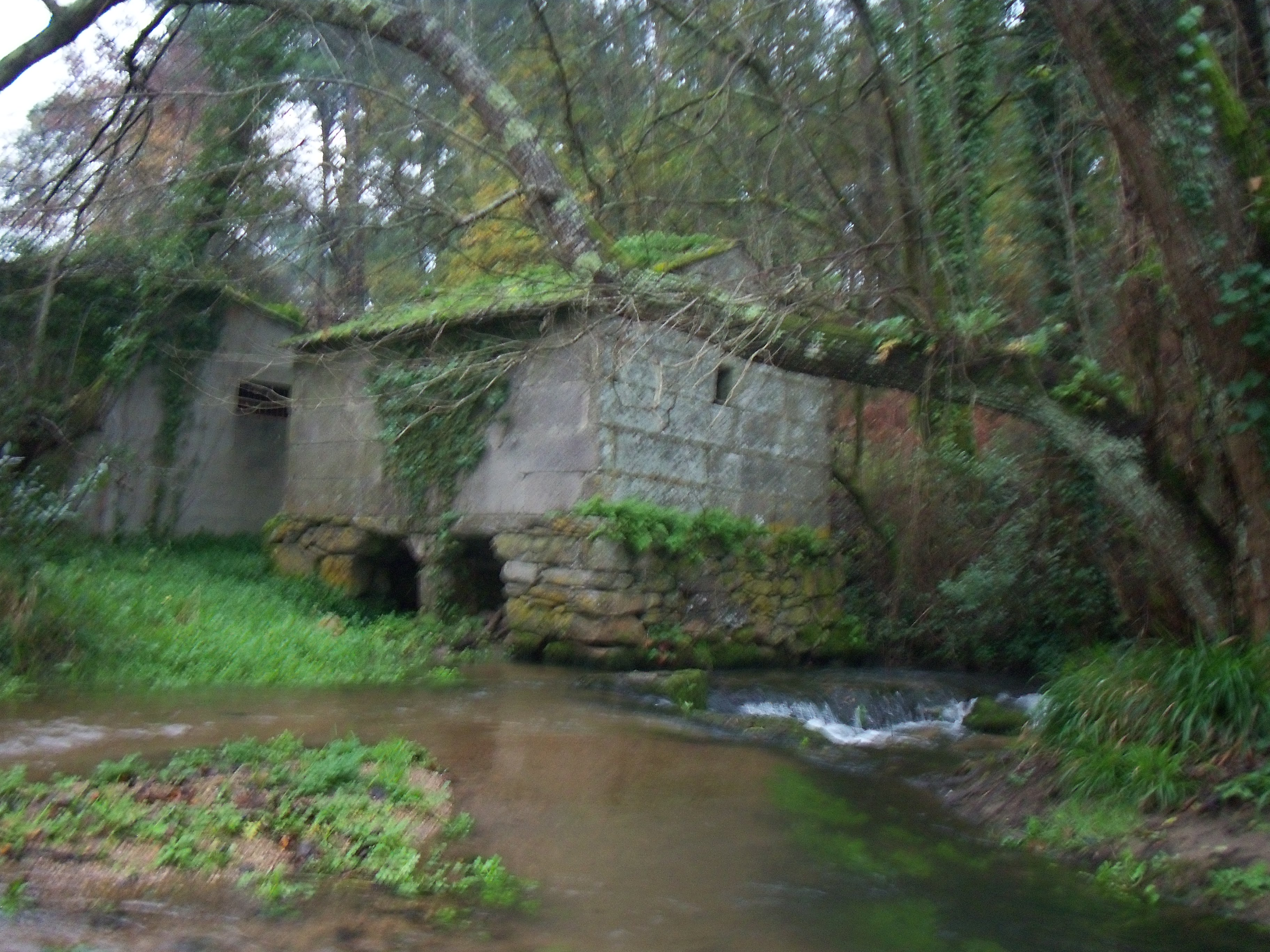
Molinos de agua de Caldelas

## Geografía física, humana y política

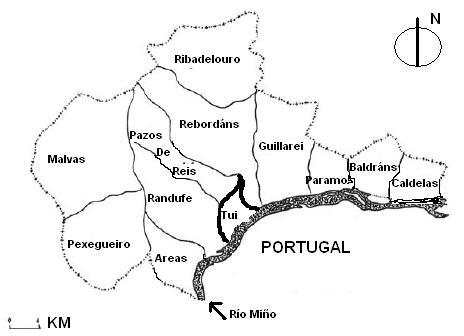
Parroquias de Tuy: en el extremo oriental, Caldelas.

El lugar está bañado por el río Miño y por su afluente el Caselas. Es la parroquia más oriental del municipio de Tuy, y limita con los términos municipales de Salceda de Caselas y Salvatierra de Miño. Con una extensión de 2,88 km², es la tercera localidad con mayor densidad de población del municipio tudense, después del propio Tuy y de Randufe.

## Historia
En 1983 se hallaron en el lecho del Miño cinco hachas de bronce del siglo VIII o IX a. C. En 1976 había aparecido un casco del mismo material datado en el IV a. C.; ese casco se atribuye a la cultura castreña, y se expone en el Museo Diocesano de Tuy.
La referencia documental más antigua que se conoce del lugar es de 1301: consigna que Fernando de Castro regaló su coto de Caldelas a Juan Fernández de Sotomayor, obispo de Tuy.
El manantial fue descubierto de manera casual hacia 1650 en lo que hoy es el barrio de Los Baños (Os Baños). Con el fin de aprovechar el agua para regar el maíz y para curar las heridas del ganado, además de darle uso como agua bendita, los vecinos hicieron un pozo que quedaría arruinado por una crecida del río. Se volvería a descubrir el manantial hacia 1750, y esta vez se aprovecharía para tomar las aguas. Al principio se construirían para ello unas cabañas, pero, tras dos incendios en el verano de 1788, se sustituirían por barracas de madera. 
En 1889, el dueño de los baños, Antonio Oliver Rubio, general de los tiempos de Alfonso XIII, hizo construir un hotel-balneario.
Gracias al tren y a las aguas termales, Caldelas tuvo épocas de prosperidad. En la estación de tren paraban los expresos, y el lugar llegó a tener sala de cine y fiestas, y varios hoteles. La fama del balneario se prolongaría hasta la Guerra Civil.
En el siglo XX, floreció una pujante industria maderera que sería sustituida en los años 70 por la arenera, orientada al suministro de arena de río para la construcción. Una de las compañías areneras fue la que halló los restos de bronce de la era precristiana. Esta industria arenera sería suprimida más adelante por su fuerte impacto ambiental.

## El entremés de Feijoo de Araújo
Caldelas es el escenario del Entremés famoso sobre la pesca en el río Miño (Entremés famoso sobre a pesca no río Miño), de Gabriel Feijoo de Araújo. Trata este paso del conflicto entre los portugueses de una orilla y los gallegos de la otra por la pesca en el río Miño. La acción de la pieza teatral transcurre en un año indeterminado de la década de 1670, y se toma como partes del conflicto a los portugueses de Lapela y a los gallegos de Caldelas, localidades ribereñas situadas una enfrente de la otra. Esta obra pasa por ser la primera pieza teatral en gallego.

## La Iglesia de San Martín
Se supone que la antigua iglesia del lugar, situada junto a la desembocadura del río Caselas, era de estilo románico. Posteriormente se construyó otra de estilo barroco, con torre de espadaña datada en 1766 conservada en la actual Iglesia de San Martín. Para algunos historiadores, el topónimo Torre Vieja (Torre Vella) se refiere en realidad a alguna fortaleza desaparecida que se habría emplazado frente a la portuguesa de Lapela, que aún se yergue en la otra orilla del Miño.

## Equipamientos y atracciones turísticas
Además del balneario, en Caldelas hay varias casas rurales, un supermercado y una discoteca.

### Fiestas
- La Virgen de la Roca (A Virxe da Rocha): Se celebra hacia el último domingo de agosto. Los festejos pueden sucederse durante un tiempo que varía de dos a cuatro días. El lunes es la fiesta de la empanada, que se celebra cenando en familia en la orilla del Miño. La parte religiosa de las fiestas se reparte entre la iglesia parroquial, consagrada a San Martín, y la Capilla del Carmen, próxima a la ribera.

- San Martín (San Martiño): Se celebra hacia el 11 de noviembre los años en que lo permite el tiempo.